# Korallenriff der Teufelsschlucht
Das Korallenriff der Teufelsschlucht (albanisch Bariera Koralore e grykës së Diallit), auch Korallenriff von Sazan genannt, ist eine Unterwasserlandschaft in der Adria vor der Küste Albaniens. 
Die Felsen sind ein Lebensraum für Korallen und liegen in einer Tiefe von etwa 10 Metern vor der Insel Sazan. Das Korallenriff wurde 2002 in die Liste der Naturdenkmäler von Albanien aufgenommen. Das Gebiet befindet sich innerhalb des maritimen Nationalparks Karaburun-Sazan.

## Klima und Geografische Lage
Das Riff liegt südöstlich von Sazan, der größten Insel Albaniens, am Rande der Straße von Otranto, die das Adriatische und das Ionische Meer trennt, und der Bucht von Vlora. Die Hafenstadt Vlora ist nicht weit entfernt. Sazan wird militärisch genutzt und ist militärisches Sperrgebiet. 